# Dunajewski

Herb Sas

Dunajewski (forma żeńska: Dunajewska; liczba mnoga: Dunajewscy) – polskie nazwisko.

## Ród szlachecki
Dunajewscy herbu Sas, ród pochodzenia wołoskiego, wywodzili się z Dunajowa. Od XVII wieku członkowie rodziny Dunajewskich zamieszkują coraz dalsze ziemie i od wieku XIX nie można już określić rejonu ich zamieszkiwania.

## Demografia
Na początku lat 90. XX wieku w Polsce nosiło je 571 osób

## Znani przedstawiciele
- Albin Dunajewski (1817-1894) – polski biskup i kardynał prezbiter rzymskokatolicki
- Julian Dunajewski (1821-1907) – ekonomista polski, profesor i rektor Uniwersytetu Jagiellońskiego, działacz państwowy
- Stanisław Dunajewski (1900-1985)  – polski żołnierz, uczestnik wojny polsko-bolszewickiej, kawaler Orderu Virtuti Militari, krajoznawca, regionalista